# Eva Lemezova
Eva Lemezova est une skieuse handisport tchécoslovaque. Elle participe aux Jeux paralympiques d'hiver de 1976 et 1980 et remporte quatre médailles, trois d'or et une d'argent.

## Carrière
Aux Jeux paralympiques d'hiver de 1976 à Örnsköldsvik, elle remporte trois médailles d'or : en slalom III, en slalom géant III et en super combiné III, devant l'athlète ouest-allemande Traudl Weber (en),.
Aux Jeux paralympiques d'hiver de 1980 à Geilo, elle termine deuxième du slalom 3A, derrière l'Américaine Cindy Castellano (en),. Elle termine quatrième du slalom géant.

## Palmarès

### Jeux paralympiques
| Épreuve / Édition | Örnsköldsvik 1976 | Geilo 1980 |
| ----------------- | ----------------- | ---------- |
| Slalom III        | Or                | Argent     |
| Slalom géant III  | Or                | 4e         |
| Super combiné III | Or                |            |